# Lucas Grabeel

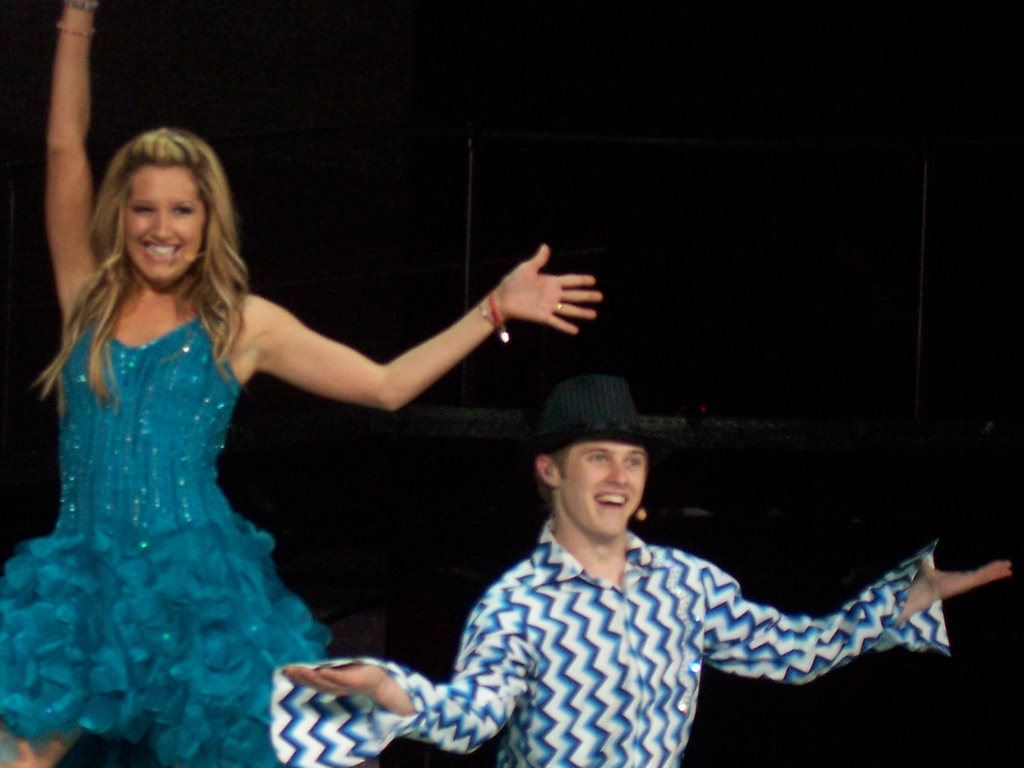
Lucas Grabeel junto a Ashley Tisdale en High School Musical.

Lucas Stephen Grabeel (Springfield, Misuri, Estados Unidos, 23 de noviembre de 1984) es un actor, cantante y bailarín estadounidense. Es conocido por su papel de Ryan Evans en la serie de películas de Disney High School Musical.

## Biografía

### Inicios y desarrollo de su carrera
Grabeel nació en Springfield, Misuri. Hijo de Jean y Stephen Grabeel, tiene una hermana mayor llamada Autumn Grabeel. Estudió la primaria y secundaria en Logan Rogersville antes de transferirse y graduarse en Kickapoo High School en Springfield, en 2003. También tocó la batería para una iglesia local e inició el canto a capela en el grupo de Kickapoo High School. 
En Rogersville, Misuri asistía regularmente a una iglesia llamada Harmony Baptist Church, donde fue una parte del grupo de niños y jóvenes. 
Lucas, además, puede tocar la guitarra, el piano, y la armónica; y sabe bailar estilos de jazz, ballet, hip-hop y tap. 
Después de graduarse, se mudó a Los Ángeles para seguir su carrera como actor. Dos meses después de mudarse de casa a Los Ángeles, Grabeel consiguió su primer comercial y poco después, logró su primer papel en la segunda entrega de la serie Halloweentown, la película de Disney Channel, dándole vida al personaje de Ethan Dalloway, y posteriormente retomando el papel en la tercera entrega de la serie, Return to Halloweentown.

### Proyectos musicales
Además de su participación en las bandas sonoras de High School Musical, Grabeel también grabó una canción llamada "You Know I Will" para la película de Disney "El Zorro y el Sabueso 2". También grabó su propia versión de la pista de Michael Bolton "Go the Distance", de Hércules, de Disney, para Disneymania 5. En 2007 Lucas coescribió y grabó una canción llamada "You Got It". La canción fue lanzada en iTunes el 19 de agosto de 2007 y un video musical fue lanzado en su web oficial. Lucas también grabó la canción "Trash Talkin'"(otra canción original), que fue lanzado 15 de noviembre de 2008 en YouTube
A mediados del año 2011, con el estreno de la serie televisiva Switched at Birth, lanza un EP titulado Sunshine en iTunes, el cual contiene 4 tracks, Vigilante, Broken, Sunshine, y una reedición de este último para su presentación en televisión como parte de la banda sonora de la serie.
Durante el 2024, Lucas comenzó una gira “Lucas Grabeel Live in Concert” por USA, Europa y Brasil, en donde interpretará sus canciones originales, covers y algunos grandes éxitos de High School Musical.

### Otras participaciones
Lucas Grabeel ha hecho apariciones de televisión en series de televisión como Boston Legal, 'Til Death, Veronica Mars y Smallville, donde interpretaba a un joven Lex Luthor. En 2006, le fue ofrecido un papel como invitado en un episodio de Zack y Cody: Gemelos en Acción, pero debido a que debía besar a la coestrella Ashley Tisdale, el papel le fue ofrecido a Zac Efron, ya que Grabeel y Tisdale tienen una dinámica de hermanos establecida en High School Musical. En 2007, filmó la película, "The Adventures of Food Boy" con Brittany Curran, interpretando a Ezra. Otros proyectos de cine en los que Grabeel participó incluye la animación "At Jesus' Side", donde le presta su voz a un perro llamado Jericó. También filmó la película independiente, "Alice Upside Down", como el personaje de Lester McKinley, basado en la serie de libros de Phyllis Reynolds Naylor. En 2008, él también apareció en la película "Milk". Grabeel desempeñado un amigo y partidario de Milk, el fotógrafo Danny Nicoletta. También apareció en el 2008 la película de Walt Disney Pictures "College Road Trip" como Scooter, que cuenta con otras estrellas de Disney Raven-Symoné, Brenda Song y Margo Harshman. También fue estrella de la película independiente "Lock and Roll Forever" junto a Ore Ska Band. 
Participó en los primeros Disney Channel Games y cocapitán del equipo verde junto con Ashley Tisdale, Mitchel Musso, Miley Cyrus, Emily Osment y Kyle Massey. En junio de 2007, volvió a repetir su capitanía del equipo verde con Dylan Sprouse, Miley Cyrus, Monique Coleman y Brandon Baker.
Grabeel en 2007 fundó una compañía de producción llamada 14341 Productions. Su función consiste en supervisar muchos proyectos de la escritura, la dirección y producción ejecutiva. Han producido proyectos como el cortometraje "The Real Son", "Smoke Break", los videos musicales como "You Got It" y "Get Your Ass On". Se produjo también un piloto de TV llamado "Regarding Beauregard" que fue el debut de Grabeel como director. En la actualidad están trabajando en un cortometraje, "The Adventures of Chuckle Boy", y acaban de lanzar un cortometraje, "The Dragon". Debutaron con su trabajo en el 2009 Sundance Film Festival.
A principios de 2009, se presentó en Southland Theatre Artists Goodwill Event (S.T.A.G.E.)un evento de caridad de SIDA, en Beverly Hills realizando George y Ira Gershwin. 
A principios de 2009, Grabeel fue el más votado por el que probablemente hará grandes cosas en 2009, por MTV y tuvo una entrevista exclusiva con ellos. Él menciona la liberación de otro video musical de su tema "Get Your Ass On". También se refirió a su proyecto más reciente película, "The Legend of the Ninja Dancing", donde tendrá el papel principal de Tokyo Jones junto a David Hasselhoff.
El 13 de octubre de 2009 se estrenó en iTunes el proyecto de Lucas llamado I Kissed A Vampire, un musical en el que interpreta a un vampiro bueno, Dylan. Uno de sus compañeros de elenco es Drew Seeley, que interpretaba a Troy Bolton en los conciertos de High School Musical.
En 2010 apareció en la Serie CSI en el capítulo "Field Mice", haciendo el papel de un estudiante interesado en el proceso de investigación de las escenas del crimen (Guillermo), actuando al lado del elenco de la serie.
En 2011 apareció en la décima temporada de Smallville como Alexander Luthor/Conner Kent, un clon híbrido con el ADN de Lex Luthor y Clark Kent. En 2007, filmó la película The Adventures of Food Boy con Brittany Curran, como protagonista, en el papel de Ezra Chase. Desde el verano de 2011, Grabeel protagonizó el drama de ABC Family "Switched at Birth", en el que interpreta al hermano de una de las dos niñas que fueron cambiadas por error al nacer en el hospital. En marzo de 2012, I Kissed A Vampire se estrenó en los EE. UU., donde Lucas protagonizó la película junto a Drew Seeley y Adrian Slade. En enero de 2014, proporcionó su primer papel de doblaje para una serie animada, el diputado Peck en "Sheriff Callie's Wild West". También interpretó el personaje de Gustav en Dragons: Defenders of Berk. En 2019, Grabeel apareció como invitado en la primera temporada de High School Musical: The Musical: The Series como él mismo y nuevamente, en el 2023, volvió para la 4.ª y última temporada como recurrente.

## Filmografía
| Año       | Título                                       | Personaje                                           |
| --------- | -------------------------------------------- | --------------------------------------------------- |
| 2023      | My Adventures with Superman                  | Kyle / Mist                                         |
| 2022      | Spirit Rangers                               | Chad, Invitado 1 episodio, serie de TV (voz)        |
| 2020      | The Disney Family Singalong                  | Él mismo (Especial de televisión)                   |
| 2019—2023 | High School Musical: The Musical: The Series | Él mismo, invitado 2 episodios, serie de TV Disney+ |
| 2018      | Little Women                                 | Laurie Lawrence                                     |
| 2018—2019 | Pinky Malinky                                | Pinky Malinky (voz)                                 |
| 2011—2017 | Switched at Birth                            | Toby Kennish                                        |
| 2011      | Sharpay's Fabulous Adventure                 | Ryan Evans (participación especial)                 |
| 2011      | Smallville                                   | Alexander Luthor/Conner Kent                        |
| 2010      | CSI                                          | Guillermo (episodio "Field Mice")                   |
| 2010      | I Kissed A Vampire: The Movie                | Dylan Knight                                        |
| 2009      | I Kissed A Vampire                           | Dylan Knight                                        |
| 2009      | The legend of the dancing ninja              | Ikki                                                |
| 2008      | Lock and roll forever                        | Louis Madison                                       |
| 2008      | Milk                                         | Danny Nicoletta                                     |
| 2008      | College Road Trip                            | Scooter                                             |
| 2008      | High School Musical 3: Senior Year           | Ryan Evans                                          |
| 2008      | The Adventures of Food Boy                   | Ezra                                                |
| 2007      | High School Musical 2                        | Ryan Evans                                          |
| 2007      | Alice Upside Down                            | Lester McKinley                                     |
| 2007      | Disney Channel Games 2007                    | Él mismo                                            |
| 2006      | Disney Channel Games                         | Él mismo                                            |
| 2006      | Smallville                                   | Lex Luthor (adolescente) (Ep. 6x05 "Reunion")       |
| 2006      | Return to Halloweentown                      | Ethan Dalloway                                      |
| 2006      | Til Death                                    | Pete Pratt                                          |
| 2005—2006 | Veronica Mars                                | Kelly Kuzzio                                        |
| 2006      | High School Musical                          | Ryan Evans                                          |
| 2005      | Boston Legal                                 | Jason Matheny                                       |
| 2005      | Dogg's Hamlet, Cahoot's Macbeth              | Charlie/Gertrude/Ophelia                            |
| 2004      | Halloweentown High                           | Ethan Dalloway                                      |

## Discografía

### Bandas sonoras
| Título                             | Detalles | Posicionamiento en listas | Posicionamiento en listas | Posicionamiento en listas | Posicionamiento en listas | Posicionamiento en listas | Posicionamiento en listas | Posicionamiento en listas | Posicionamiento en listas | Certificaciones                                                                    |
| Título                             | Detalles | USA                       | AUS                       | AUT                       | FRA                       | GER                       | ITA                       | NZ                        | UK                        | Certificaciones                                                                    |
| ---------------------------------- | --- | ------------------------- | ------------------------- | ------------------------- | ------------------------- | ------------------------- | ------------------------- | ------------------------- | ------------------------- | ---------------------------------------------------------------------------------- |
| High School Musical                | - Lanzamiento: 10 de enero de 2006 - Formatos: CD, descarga digital, streaming - Discográfica: Walt Disney           | 1                         | 1                         | 13                        | 6                         | 22                        | 6                         | —                         | 1                         | - RIAA: 4× Platino - BVMI: Platino - BPI: 3× Platino                               |
| High School Musical 2              | - Lanzamiento: 14 de agosto de 2007 - Formatos: CD, descarga digital, streaming - Discográfica: Walt Disney Records  | 1                         | 4                         | 2                         | 12                        | 5                         | 1                         | 3                         | 1                         | - RIAA: 3× Platino - BVMI: Platino                                                 |
| High School Musical 3: Senior Year | - Lanzamiento: 21 de octubre de 2008 - Formatos: CD, descarga digital, streaming - Discográfica: Walt Disney Records | 1                         | 4                         | 1                         | 6                         | 3                         | 1                         | 1                         | 1                         | - RIAA: Platino - ARIA: Platino - IFPI AUT: Platino - BVMI: Oro - RMNZ: 2× Platino |

### Extended play
| Título   | Detalles                                                                                      |
| -------- | --------------------------------------------------------------------------------------------- |
| Sunshine | - Lanzamiento: 22 de junio de 2011 - Formatos: CD, descarga digital - Discográfica: Road Dawg |

## Sencillos

### Como artista Principal
| "You Got It"                                                                | 2007 | —   | —  | —  | —  | Sin álbum                          |
| "I Want It All" (con Ashley Tisdale)                                        | 2008 | 113 | 93 | 75 | 87 | High School Musical 3: Senior Year |
| "135n8"                                                                     | 2014 | —   | —  | —  | —  | Sin álbum                          |
| "—" denota que el sencillo no se lanzó o no se posicionó en ese territorio. |      |     |    |    |    |                                    |

### Como artista Invitado
| "What Time Is It?" (con el Elenco de High School Musical 2)                 | 2007 | 6 | 66 | 20 | High School Musical 2 |
| "—" denota que el sencillo no se lanzó o no se posicionó en ese territorio. |      |   |    |    |                       |

### Otras  apariciones
| Título               | Año  | Otros artista(s)             | Álbum                   |
| -------------------- | ---- | ---------------------------- | ----------------------- |
| "You Know I Will"    | 2006 |                              | The Fox and the Hound 2 |
| "Go the Distance"    | 2007 | DisneyMania 5                |                         |
| "Jenny Got a Fever"  | 2007 | Alice Upside Down            |                         |
| "Gotta Rock"         | 2007 | Alice Upside Down            |                         |
| "Let It Snow"        | 2007 | Disney Channel Holiday       |                         |
| "Baby"               | 2011 | Sharpay's Fabulous Adventure |                         |
| "Just a Little Peck" | 2012 | Adrian Slade & Drew Seeley   | I Kissed a Vampire      |
| "Happily Afterlife"  | 2012 | Adrian Slade & Drew Seeley   | I Kissed a Vampire      |
| "Outta My Head"      | 2012 |                              | I Kissed a Vampire      |

### Otras canciones en Listas
| Título                                                                      | Año  | Posiciones en Listas | Posiciones en Listas | Posiciones en Listas | Posiciones en Listas | Certificaciones | Álbum                              |
| Título                                                                      | Año  | US                   | AUS                  | CAN                  | UK                   | Certificaciones | Álbum                              |
| --------------------------------------------------------------------------- | ---- | -------------------- | -------------------- | -------------------- | -------------------- | --------------- | ---------------------------------- |
| "Bop to the Top" (con Ashley Tisdale)                                       | 2006 | 62                   | —                    | —                    | 137                  |                 | High School Musical                |
| "We're All in This Together" (con el Elenco de High School Musical)         | 2006 | 34                   | —                    | —                    | 40                   | - RIAA: Oro     | High School Musical                |
| "Fabulous" (con Ashley Tisdale)                                             | 2007 | 76                   | 91                   | 63                   | 64                   |                 | High School Musical 2              |
| "All for One" (con el Elenco de High School Musical 2)                      | 2007 | 92                   | —                    | —                    | 87                   |                 | High School Musical 2              |
| "A Night to Remember" (con el Elenco de High School Musical 3)              | 2008 | —                    | 96                   | —                    | 94                   |                 | High School Musical 3: Senior Year |
| "High School Musical" (con el Elenco de High School Musical 3)              | 2008 | —                    | —                    | —                    | 105                  |                 | High School Musical 3: Senior Year |
| "—" denota que el sencillo no se lanzó o no se posicionó en ese territorio. |      |                      |                      |                      |                      |                 |                                    |

## Premios y nominaciones
Premios del Sindicato de Actores
| Año  | Categoría     | Película | Resultado |
| ---- | ------------- | -------- | --------- |
| 2009 | Mejor reparto | Milk     | Nominado  |